# 509th Bomb Wing
Le 509th Bomb Wing (509th BW, 509e Escadre de bombardement), est la seule unité de bombardement du Global Strike Command de l'United States Air Force équipée de bombardiers furtifs B-2A. Le wing est basé à Whiteman Air Force Base dans le Missouri.

## Historique

### Seconde Guerre mondiale
Le 509th Bomb Wing trouve ses racines dans la Seconde Guerre mondiale.

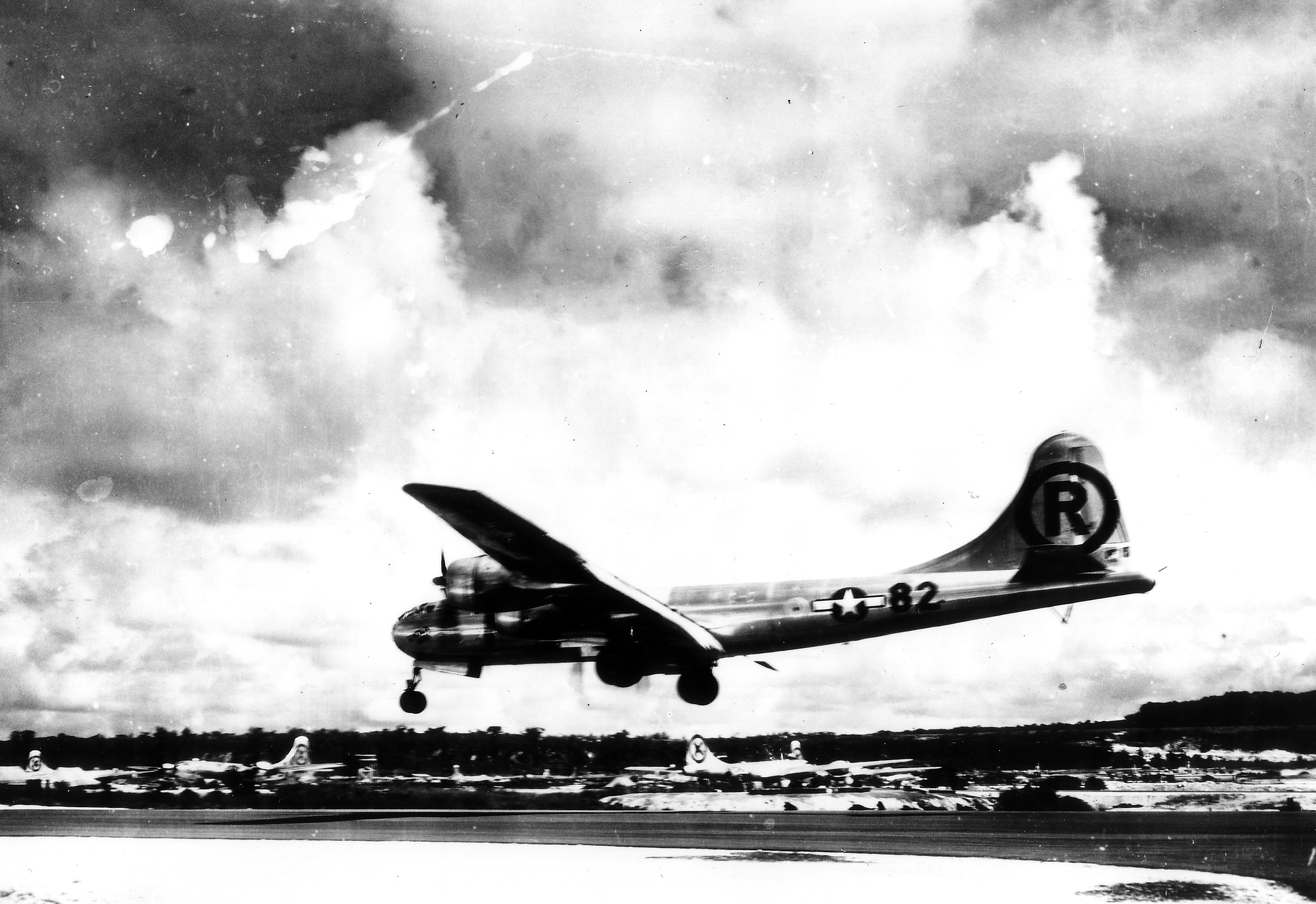
Le B-29 Enola Gay à l'atterrissage à Tinian après sa mission sur Hiroshima.

En 1943, le Projet Manhattan demande à l'USAAF de se préparer à l'utilisation de la bombe atomique. L'Army Air Force retient le Boeing B-29 Superfortress comme le meilleur vecteur possible pour cette nouvelle arme et demande au colonel Paul Tibbets de former et d’entraîner un group dédié exclusivement à l'emploi des bombes atomiques.
Le colonel choisit le 393d BS pour être le noyau de cette nouvelle unité et commence l’entraînement à Wendover Army Air Field (dans l'Utah). Le 509th Composite Group, intégrant le 393d BS, est créé le 9 décembre 1944, suivi du 509th Composite Wing le 17 décembre.

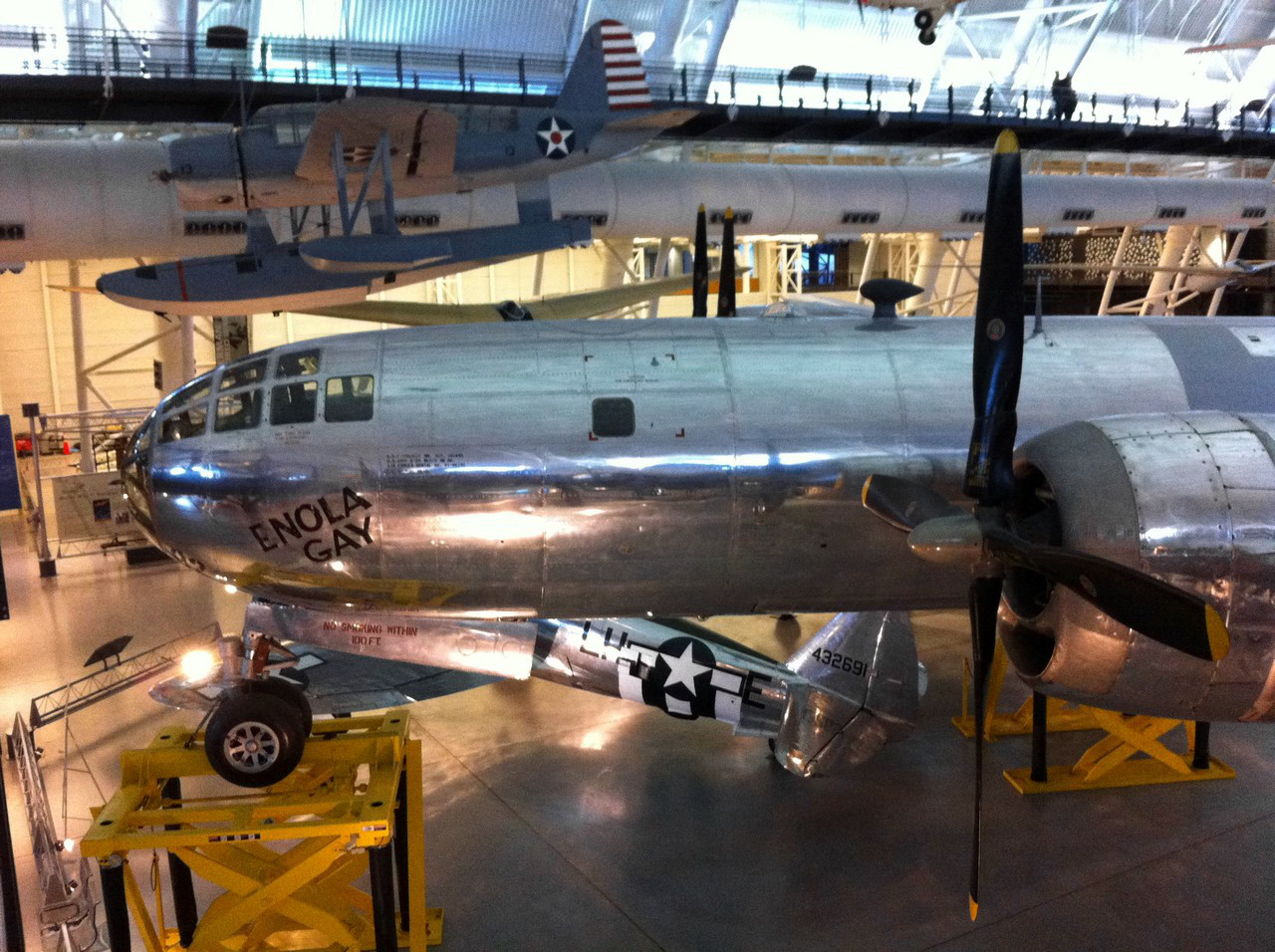
Le B-29 Enola Gay exposé sur le site du Centre Steven F. Udvar-Hazy près de l'aéroport international de Washington-Dulles, annexe du National Air and Space Museum.

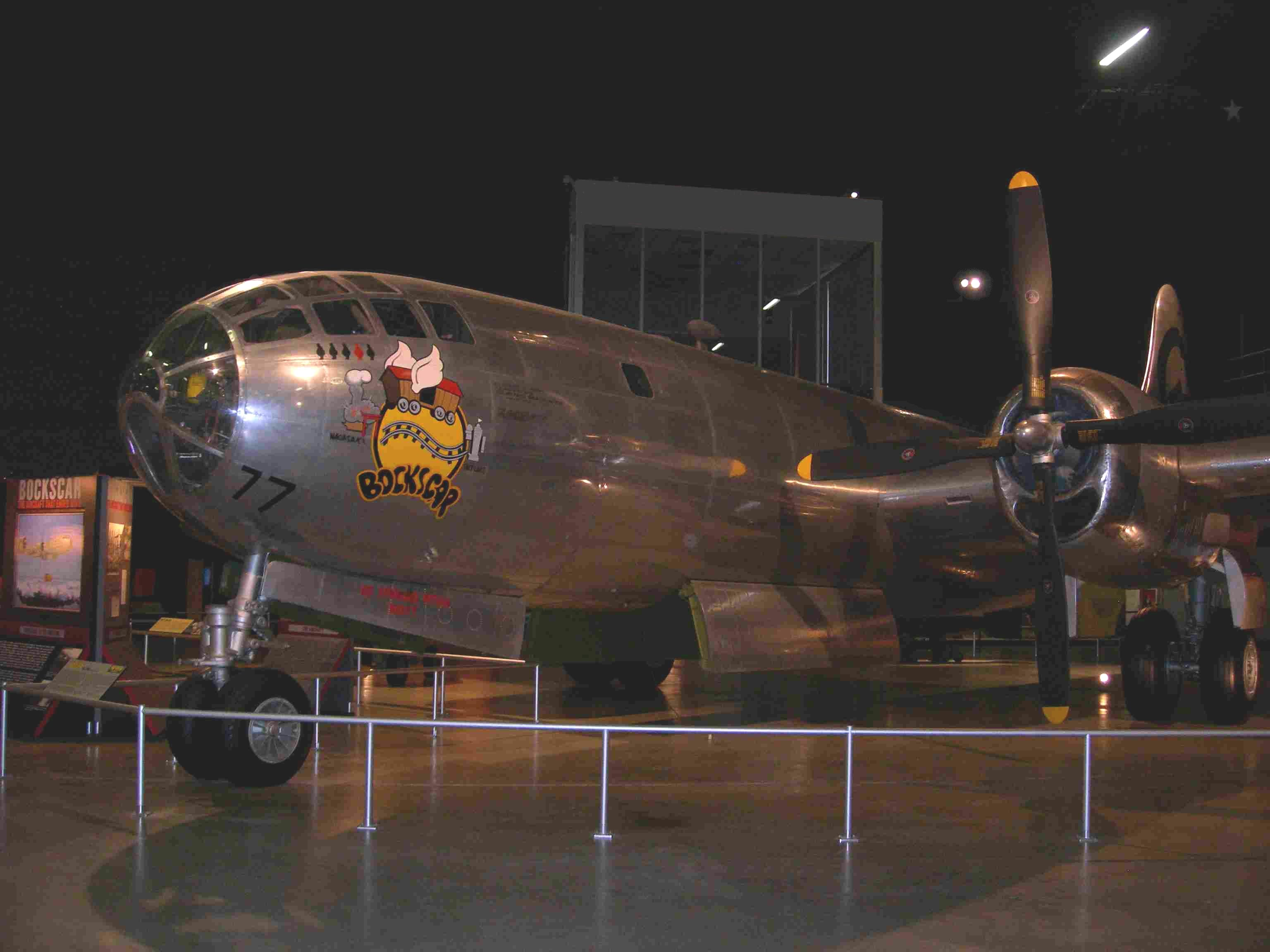
Le B-29 Bockscar, exposé au National Museum of the United States Air Force.

De novembre 1944 à juin 1945, l'unité s'entraine ardemment pour le largage de la première bombe atomique. Le colonel Tibbets déclare son unité opérationnelle le 26 avril 1945 et lui fait faire mouvement vers la base de Tinian dans les Mariannes.
Le 6 août 1945, un B-29 du 509th Composite Group dénommé Enola Gay et piloté par le colonel Tibbets décolle depuis la base de Tinian et largue la bombe Little Boy (P'tit gars) sur Hiroshima. Trois jours plus tard, le 9 août, un autre B-29 du 509th CG, Bockscar, largue la deuxième bombe atomique Fat Man (Gros Mec) sur Nagasaki. Le Japon annonce sa capitulation cinq jours plus tard.

### Guerre froide

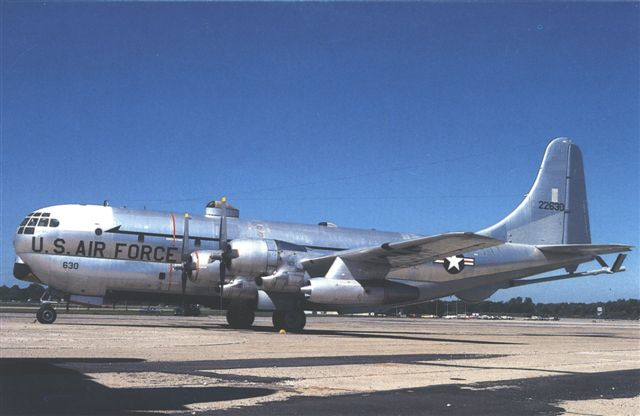
Boeing KC-97 Stratofreighter

Transféré aux États-Unis le 6 novembre 1945, le groupe s'installe sur la base de Roswell Army Air Field (renommée Walker Air Force Base en juin 1947) dans le Nouveau-Mexique où il forme le cœur du nouveau Strategic Air Command. Le 509th Bombardment Wing est créé à Roswell le 17 novembre 1947 et se voit rajouter le 509th Air refueling Squadron sur KB-29M le 19 juillet de l'année suivante.
Le 509th passe sur B-50 en juin 1950 et KC-97 en janvier 1954.
En août 1958, le 509th s'installe à Pease Air Force Base dans le New Hampshire. Il doit attendre mars 1966 pour être équipé de modernes B-52 et KC-135. Le Wing déploie pour six mois ses appareils sur la base de Guam en avril 1968 et 1969 pour des missions en Asie du Sud-Est.
Le 509th change de monture en décembre 1970, avec l'arrivée des nouveaux FB-111A. Il continuera de voler sur ce superbe bombardier supersonique jusqu'à la fermeture de Pease AFB en 1988.

### Sur B-2
Le 30 septembre 1990, le 509th fait mouvement vers la base de Whiteman AFB, sans appareils et personnels, pour devenir le premier Wing sur B-2. Il prend sa dénomination actuelle de 509th Bomb Wing. En raison de la dissolution du SAC, le 509th BW est rattaché à l'Air Combat Command le 1er juin 1992. Le premier appareil, un T-38 Talon, rejoint le 509th le 20 juillet 1993, suivi du premier B-2 "Spirit of Missouri", le 17 décembre 1993.
Durant la guerre du Kosovo, le B-2 eu son baptême du feu. En 11 semaines d'opérations, ils effectuèrent un total de 49 sorties en décollant et atterrissant de leur base de Whiteman sans escale pour des missions de 28 à 32 heures, 45 largages de bombes JDAM guidées par GPS dont ce fut la première utilisation au combat répartit en 609 JDAM de 2 000 livres Mk-84 (GBU-31v1), 43 JDAM de 2 000 livres BLU-109 antibunkers (GBU-31v3), et 4 GBU-37 de 4 700 livres, soit 11 % des munitions larguées pour moins d'un pour cent de l'ensemble des raids de bombardements menés par l'OTAN. La destruction des cibles aurait atteint 80 % dès la première passe.
En 2010, l'unité passe sous le commandement du nouvellement crée Global Strike Command.
Le budget de l'unité en 2022 est de 2,1 milliards de dollars américains.
Le 21 juin 2025, des sources concordantes, indiquent qu'entre 2 et 6 B-2 auraient quitté leur base, en direction de Guam ou Diego Garcia, dans un contexte de tensions internationales entre les Etats-Unis et l'Iran.

## Organisation en novembre 2006
- 509th Operations Group
  - 13th Bomb Squadron
  - 393d Bomb Squadron
  - 394th Combat Training Squadron

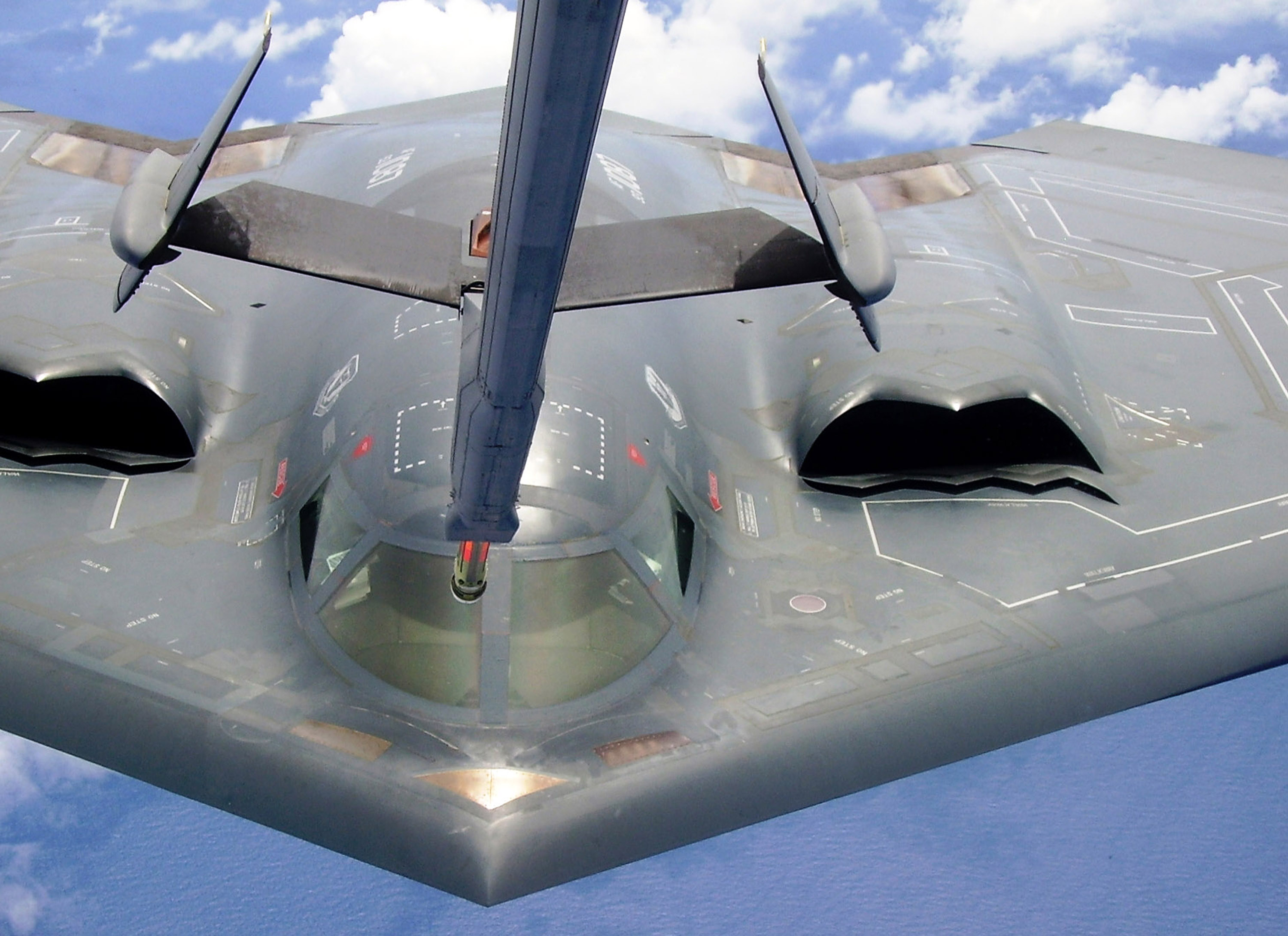
B-2 du 509th BW ravitaillé en vol

  - 509th Operations Support Squadron
- 509th Maintenance Group
  - 509th Munitions Squadron
  - 509th Maintenance Operations Squadron
  - 509th Maintenance Squadron
  - 509th Aircraft Maintenance Squadron
- 509th Mission Support Group
  - 509th Mission Support Squadron
  - 509th Services Squadron
  - 509th Civil Engineering Squadron
  - 509th Logistics Readiness Squadron
  - 509th Security Forces Squadron
  - 509th Contracting Squadron
  - 509th Communications Squadron
- 509th Medical Group
  - 509th Medical Operations Squadron
  - 509th Medical Support Squadron